# Млади мутанти нинџа корњаче
Нинџа корњаче (енгл. Teenage Mutant Ninja Turtles, скраћено TMNT) је америчка медијска франшиза коју су креирали стрип уметници Кевин Истман и Питер Лерд. Прича прати Леонарда, Донатела, Рафаела и Микеланђела, четири антропоморфне корњаче који се боре против зла у Њујорку. Споредни ликови укључују сенсеја корњача, пацова по имену Сплинтер, њихове људске пријатеље Ејприл О'Нил и Кејси Џонс и непријатеље као што су Бакстер Стокман, Кранг и њихов највећи непријатељ, Шредер.
Франшиза је почела као стрип, Млади мутанти нинџа корњаче, који су Истман и Лерд замислили као пародију на елементе популарне у стриповима о суперхеројима у то време. Први број је 1984. године објавио је студио Мираж, а постигнут је значајан успех. Године 1987. Истман и Лерд су лиценцирали ликове, а затим и развили линију акционих фигура корњача. Од 1988. до 1992. године продато је око 1,1 милијарду америчких долара вредних играчака корњача, што их чини трећим најпродаванијим играчкама у то време.
Акционе фигуре су промовисане анимираном серијом која је премијерно приказана 1987. године и која је трајала скоро деценију. Објављено је неколико филмова; први, објављен 1990. године, постао је независни филм са највећом зарадом до тог тренутка. Бројне видео игре су такође објављене, укључујући неколико које је развио Конами. У неким европским регионима, франшиза је названа Млади мутанти хероји корњаче, због насилне конотације речи „нинџа“.
Истман је 2000. продао свој удео у франшизи Корњаче компанији Laird. 2009. године, Laird га је продао компанији Viacom, сада Paramount Global. Серија је настављена новом стрип серијом, анимираним филмовима Нинџа корњаче (2014) и Нинџа корњаче: Изван сенке (2016), анимираном серијом Уздизање нинџа корњача (2018) и анимираним филмом Нинџа корњаче: Хаос (2023).

## Ликови

### Нинџа корњаче
- Нинџа корњаче у серији Млади мутанти нинџа корњаче. Слева надесно: Микеланђело, Рафаело, Леонардо и Донатело.Леонардо — Де факто вођа Нинџа корњача, Леонардо је храбар, одлучан и посвећен ученик борилачких вештина. Као стриктни следбеник Бушида, има јако изражен осећај за част и правду. Леонардо носи плаву маску и као оружје носи пар катана. Име је добио по Леонарду да Винчију.
- Рафаело — Антидруштвени члан Нинџа корњача. Рафаело је агресивне природе и ретко оклева да зада први ударац. Његова личност може бити наизменично дивља и саркастична. Повремено се љути на Леонарда због његовог положаја. Рафаело носи црвену маску и као оружје користи пар саија. Име је добио по Рафаелу Сантију.
- Микеланђело — Слободног духа, Микеланђело се највише истиче. Иако воли да се одмара, такође има и авантуристичку и креативну страну. Микеланђело носи наранџасту маску и као оружје користи нунчаке. Име је добио по Микеланђелу Буонаротију.
- Донатело — Бриљантни научник, проналазач, инжењер и технолошки геније. Од свих корњача најмање прибегава насиљу и више воли да користи свој интелект да реши сукоб. Носи љубичасту маску и користи бо-штап. Име је добио по вајару Донателу.

### Остали
- Сплинтер — Учитељ корњача и усвојени отац, Сплинтер је човек мутиран у пацова. Тајне нинџуцуа је научио од свог учитеља Хамата Јошија. У неким инкарнацијама Нинџа корњача, он је Хамато Јоши. Сплинтер је пародија на Стика, човека који је био ментор Дердевилу.
- Ејприл О’Нил — Бивша лаборанткиња лудог научника Бакстера Стокмана, Ејприл је храбри људски пријатељ корњача. Она је учесник многих авантура корњача и ради за њих оно што корњаче не могу у јавности. У оригиналној цртаној серији је новинарка Канала 6.
- Кејси Џонс — Правдољубиви осветник који је постао један од најближих савезника корњача, Кејси се бори против криминала арсеналом који чини спортска опрема (штапови за бејзбол, крикет и голф, палица за хокеј) док носи хокејашку голманску маску да заштити свој идентитет.
- Секач — Зли нинџа мајстор чије је право име Ороку Саки. Заједно са својим злим нинџама Стопала, Секач је највећи непријатељ Сплинтера и корњача. Секач носи застрашујуће заштитно одело са оштрим сечивима.
- Венера — Женска Нинџа корњача, која се појављује у играној серији Нова мутација као пети члан екипе. Носи светлоплаву маску.

## Филмови
| Филм                         | Датум објаве у САД | Режисер(и)       | Сценариста                                                      | Прича                                                 | Продуцент(и)                                                              |
| ---------------------------- | ------------------ | ---------------- | --------------------------------------------------------------- | ----------------------------------------------------- | ------------------------------------------------------------------------- |
| Корњаче нинџе                | 30. март 1990.     | Стив Берон       | Тод В. Ланген и Боби Хербек                                     | Боби Хербек                                           | Ким Досон, Сајмон Филдс, Дејвид Чан                                       |
| Нинџа корњаче II             | 22. март 1991.     | Мајкл Пресмен    | Тод В. Ланген                                                   | Тод В. Ланген                                         | Томас К. Греј, Ким Досон, Давид Чан                                       |
| Нинџа корњаче III            | 19. март 1993.     | Стјуарт Гијард   | Стјуарт Гијард                                                  | Стјуарт Гијард                                        | Томас К. Греј, Ким Досон, Давид Чан                                       |
| TMNT                         | 23. март 2007.     | Кевин Монро      | Кевин Монро                                                     | Кевин Монро                                           | Томас К. Греј, Гален Вокер, Пол Ванг                                      |
| Нинџа корњаче (филм из 2014) | 8. август 2014.    | Џонатан Либезман | Џош Апелбом, Еван Доерти и Андре Немек                          | Џош Апелбом, Еван Доерти и Андре Немек                | Мајкл Беј, Ендрју Форм, Бред Фулер, Гален Вокер, Скот Медник и Ијан Брајс |
| Нинџа корњаче: Изван сенке   | 3. јун 2016.       | Дејв Грин        | Џош Апелбом и Андре Немек                                       | Џош Апелбом и Андре Немек                             | Мајкл Беј, Ендрју Форм, Бред Фулер, Гален Вокер и Скот Медник             |
| Нинџа корњаче: Хаос          | 2. август 2023.    | Џеф Ров          | Сет Роген, Еван Голдберг и Џеф Ров, Бенџи Самит и Дан Хернандез | Брендан О'Брајан и Сет Роген, Еван Голдберг и Џеф Ров | Сет Роган, Еван Голдберг и Џејмс Вивер                                    |

## Телевизијске серије

### Млади мутанти нинџа корњаче(1987—1996)
Телевезијску премијеру, Нинџа корњаче су имале у серији Млади мутанти нинџа корњаче 10. децембра 1987. године. Серија се заснива на претходним стриповима Кевина Истмана и Питера Лерда, али има доста новина због прилагођавања дечјој публици. Прича почиње упознавањем Ејприл О’Нил са Нинџа корњачама и откривањем њихове прошлости. Такође, серија почиње првим сукобом и почетком борбе против Секача. У овој верзији серије се појављује још зликоваца: Нинџа Стопала, Кранг из Димензије икс, Бибоп и Рокстеди.
Укупно је снимљено 193 епизоде у 10 сезона, а последња је приказана 2. новембра 1996.

### Нинџа корњаче: Нова мутација(1997—1998)
Након завршеног снимања анимиране серије, као и три дела играних филмова, снимљена је играна серија базирана на причи о Нинџа корњачама. Иако је представљана као наставак приче из анимиране серије, након емитовања је постало очигледно да то није случај. По много чему представља наставак играних филмова, јер Корњаче и Сплинтер живе у истој напуштеној подземној железничкој станици као у филму, а коришћени су и неки исти костими. Ипак, постоје разлике и од филмова: појављује се Секач, који је у филму убијен, а из серије у потпуности одсуствују Ејприл О’Нил и Кејси Џонс.
По први пут, Нинџа корњачама се придружује нови члан, Венера. Поред тога, међу њиховим противницима се налазе и хуманоидни змајеви, који раније нису приказани ни у једној верзији. Приказивано је 2 сезоне, од укупно 26 епизода. Последња је премијерно емитована 20. марта 1998. године.

### Млади мутанти нинџа корњаче(2003—2009)
Приказивање друге верзије истоимене серије је започето 8. фебруара 2003. у оквиру Телевизијске компаније Фокс, а завршено на 4Kids каналу. Особине Нинџа корњача су измењене у односу на серију из 1987. да би били приближнији оригиналним ликовима из стрипова. Више је наглашена акција и борба против зла у односу на претходну верзију, када је било и смешних момената. У серији се описује велики спектар борбе са противницима, па тако Корњаче путују у свемир, у алтернативне димензије, кроз време итд. Првих неколико сезона су фокусиране на окршаје са Секачом и Кланом Стопала, а касније и са другима. Емитовано је 159 епизода распоређених у 7 сезона, а последња епизода је приказана 21. новембра 2009. године

### ММНК (филм) (2007)
Дугометражни ЦГИ цртани филм из 2007 године  Нинџа Корњаче  емитован је на РТС 1 синхронизован у режији Николе Ђуричка.
Глумачку поставу чине: 
- Дејан Луткић
- Никола Булатовић
- Зоран Цвијановић
- Гордан Кичић
- Слобода Мићаловић
- Срђан Тимаров
- Горан Султановић
- Милица Михајловић
- Горан Шушљик

##### Завршни специјал: Корњаче заувек
Телевизијски филм „Корњаче заувек“ (енгл. Turtles Forever) из 2009. године, касније претворен у три последње епизоде серије, представља завршницу серијала. У њему се појављују Нинџа корњаче, али и остали добри и зли ликови из претходне верзије серије. Две групе Корњача се заједно боре против зликоваца из и једне и друге серије, чак у помоћ позивају и Нинџа корњаче у облику, какви су били у оригиналном стрипу. Овај специјал се може сматрати коначном борбом против Секача и зла, али и заједнички крај за две верзије серија.

### Млади мутанти нинџа корњаче (2012—2017)
Познати амерички дечји канал Nickelodeon је најавио снимање нове верзије серије и емитовање од 2012. године.

### Уздизање нинџа корњача (2018)
Четврта анимирана серија „Уздизање нинџа корњача” (енгл. Rise of Teenage Mutant Ninja Turtles) је започела 12. септембра 2018. након једне пилот епизоде која је приказана 20. јула 2017. Првих 5 епизода је приказано на исти дан. Анимирану серију је продуцирао телевизијски канал Nickelodeon.